# Lorrainosaurus
Lorrainosaurus keileni
Genre
Espèce
Synonymes
- †Simolestes keileni Godefroit, 1994

Lorrainosaurus (littéralement « lézard de la Lorraine ») est un genre fossile de pliosaures ayant vécu durant l'étage Bajocien du Jurassique moyen, il y a environ 168 millions d'années, dans ce qui est actuellement le nord de la France. Le taxon fut décrit à l'origine comme une espèce de Simolestes par le paléontologue Pascal Godefroit en 1994, avant de se voir attribuer son propre genre par Sven Sachs et ses collègues en 2023. L'unique espèce identifié à ce jour est Lorrainosaurus keileni, connue à partir d'un unique spécimen partiel découvert en 1983 près de la commune française de Montois-la-Montagne, en Moselle. Avec une taille maximale estimée à environ 4,7 m de long, Lorrainosaurus n'est pas un grand représentant des pliosauridés.

## Découverte et dénomination
Durant le printemps 1983, des paléontologues amateurs de l'A.M.P.H.E. déterrent le squelette partiel d'un pliosauridé près de la commune française de Montois-la-Montagne, en Moselle, lors des travaux menée sur le long d'une route menant vers Sainte-Marie-aux-Chênes. Le spécimen a été exhumé dans une section des Marnes de Gravelotte, un gisement de marne datant du Bajocien tardif du Jurassique moyen, vers environ 168 millions d'années avant notre ère. Après exhumation, les fossiles de ce spécimen consistent en une mandibule presque complète, quelques dents, un coracoïde droit, et des fragments de la mâchoire supérieure et du membre antérieur. La nature fragmentaire des fossiles indiquent que le squelette aurait été désarticulé et dispersé avant son enterrement. Le spécimen est ainsi envoyé au Musée national d'histoire naturelle du Luxembourg, où il est depuis catalogué MNHNL BU159. C'est en 1994, soit onze ans plus tard, que le paléontologue belge Pascal Godefroit décrit le spécimen plus en détail et l'identifie comme une nouvelle espèce du genre Simolestes, Simolestes keileni. L'épithète spécifique keileni est nommé en l'honneur de Jean-Pierre Keilen, ancien président de l'A.M.P.H.E., ayant participé à la découverte du spécimen. Ce pliosaure possède une certaine importance pour les paléontologues, car les fossiles de vertébrés sont très rarement trouvés dans les formations datant de cette période en Europe occidentale. Les pliosaures du Jurassique sont d'ailleurs peu identifiables en dehors du Royaume-Uni.
En 2001, soit sept ans après la publication de l'étude de Godefroit, l'appartenance de S. keileni à Simolestes est discutée dans une thèse de doctorat rédigée par le paléontologue colombien Leslie Francis Noè. C'est à partir de 2021 que l'holotype de ce taxon commence à être rigoureusement réexaminé par Sven Sachs du muséum d'histoire naturelle de Bielefeld (en) d'Allemagne. Sachs et ses collègues redécrivent finalement le taxon sous le nom de Lorrainosaurus keileni dans une étude publié par la revue Scientific Reports en 2023, soit quarante ans après la découverte des fossiles. Le nom du genre Lorrainosaurus est un mot-valise combinant le nom de la Lorraine, la région historique d'où fut découvert l'animal, et le mot en grec ancien σαῦρος / saûros, « lézard », pour donner littéralement « lézard de la Lorraine ». Certaines parties crâniennes qui ne furent pas décrites par Godefroit sont cette fois-ci décrits avec un minimum de détails.

## Description
Comme les autres pliosauridés du sous-groupe des thalassophonéens, Lorrainosaurus est un reptile marin possédant un long crâne et un cou court. Ce genre de plésiosauriens est vue comme appartenant au morphotype « pliosauromorphe », contrairement aux « plésiosauromorphes », qui ont une petite tête et un long cou. Lorrainosaurus est un pliosaure de petite taille. En extrapolant la longueur de la mandibule presque complète de l'holotype (1,33 m) aux proportions de l'étroitement apparenté Stenorhynchosaurus, qui est représenté par un squelette presque complet ayant une mandibule proche d'un tiers de la longueur totale de l'animal, une longueur totale de 4,66 m pour L. keileni peut être estimée,. 
Les seuls parties préservés du crâne contiennent un os maxillaire partiel, plusieurs dents et une grande mandibule presque complète. Peu de choses sont dites à propos de l'os maxillaire partiel, à l'exception qu'il possède quatre alvéoles dentaires, mais pouvant en accueillir jusqu'à six positions successives. La mandibule est robuste et proportionnellement grand par rapport à la taille de son corps. Les os dentaires sont très développées et forment la majeure partie de la symphyse mandibulaire. La symphyse mandibulaire possède d'ailleurs six à sept paires d'alvéoles dentaires, un nombre très commun chez de nombreux pliosauridés. Malgré le fait que de nombreuses dents fossiles sont connus, seul une complète est préservé chez le spécimen holotype, cette dernière mesurant au total 7,99 cm. La couronne est conique et possède une section basale subcirculaire comparable aux dents de nombreux autres pliosauridés, mais manque de carènes (bords tranchants). L'émail possède 55 crêtes apicobasales de la base de la couronne à la pointe,. Ces crêtes aurait eu pour fonction d'améliorer la préhension et la perforation des proies lors de la morsure.
Peu d'éléments postcrâniens ont été répertoriés chez l'unique spécimen connu de Lorrainosaurus. Les seuls éléments préservés sont une côte cervicale, une côte dorsale, trois côtes gastrales partiels, un coracoïde droit et des éléments de la palette natatoire. La côte dorsale est très massive, de forme elliptique ou circulaire en vue transversale, et atteignant un diamètre de 4 cm,.

## Paléobiologie
Les surfaces externes des os dentaires présentent de nombreux foramens nutritifs. Chez les pliosauridés, ces foramens sont connectés à des canaux internes qui s'avèrent former potentiellement un système sensoriel cutané. Ce même système est interprété par les scientifiques comme étant soit un barorécepteur, soit comme un organe électrosensible.